# Jacques-Charles Dupont de l'Eure
Jacques-Charles Dupont de l'Eure (Eure, 27 de fevereiro de 1767 — 1855) foi um político francês. Ocupou o cargo de primeiro-ministro da França, de 24 de fevereiro a 9 de maio de 1848.
Ele é mais conhecido como o primeiro chefe de estado da Segunda República, após o colapso da Monarquia de Julho.

## Biografia

### Início de carreira
Nascido em Le Neubourg, Normandia, ele era advogado no parlement da Normandia quando a Revolução Francesa começou. Durante a Primeira República e o Primeiro Império, ocupou sucessivos cargos judiciais em Louviers, Rouen e Évreux. Ele havia adotado princípios revolucionários e, em 1798, começou sua vida política como membro do Conselho dos Quinhentos do Diretório Francês.
Em 1813 tornou-se membro do Corps législatif e, durante os Cem Dias, foi vice-presidente da Câmara dos Deputados. Quando os exércitos da Sétima Coalizão entraram em Paris, ele redigiu a declaração afirmando a necessidade de manter os princípios de governo que haviam sido estabelecidos na Revolução. Ele foi escolhido como um dos comissários para negociar com os soberanos da Coalizão.

### Destaque
De 1817 a 1849 (através da Restauração Bourbon e da Monarquia de Julho) foi, ininterruptamente, membro da Câmara dos Deputados. Por alguns meses em 1830 exerceu o cargo de Ministro da Justiça, mas, encontrando-se em desacordo com seus colegas, renunciou antes do final do ano e retomou seu lugar na oposição.

### Segunda República
Quando a Revolução de 1848 começou, Dupont de l'Eure foi nomeado presidente da assembleia provisória, sendo seu membro mais antigo.  No mesmo dia, foi nomeado Presidente do Governo Provisório, tornando-se de facto Chefe de Estado da França. Ele pode, portanto, ser considerado como o primeiro chefe de Estado presidencial da França, embora Luís Napoleão Bonaparte, mais tarde no mesmo ano, tenha sido o primeiro a ostentar formalmente o título de Presidente da República Francesa. Seu prestígio e popularidade impediram que a heterogênea coalizão republicana tivesse que concordar imediatamente com um líder comum. Devido à sua idade avançada (ao assumir o cargo, faltavam apenas alguns dias para completar 81 anos), Dupont de l'Eure delegou efetivamente parte de suas funções ao ministro das Relações Exteriores, Alphonse de Lamartine. Em 4 de maio, renunciou para dar lugar à Comissão Executiva, à qual se recusou a ingressar. Em 1849, não tendo conseguido sua reeleição para a câmara, retirou-se da vida pública.
Sua consistência na defesa da causa do liberalismo constitucional ao longo das muitas mudanças de seu tempo lhe rendeu o respeito de muitos de seus compatriotas, que se referiam a Dupont de l'Eure como "Aristides da tribuna francesa".